# Journal de théorie des nombres de Bordeaux
Le Journal de théorie des nombres de Bordeaux est une revue scientifique , consacrée principalement à la théorie des nombres et aux domaines voisins. La revue est en libre accès. Elle paraît sous forme de trois fascicules par an, les articles sont évalués par les pairs. Les articles sont écrits en français ou en anglais.

## Description
Le Journal de théorie des nombres de Bordeaux paraît depuis 1989. Avant sous le titre de « Séminaire de théorie des nombres » entre 1969 et 1989 puis, entre 1989-1992, sous le titre « Séminaire de théorie des nombres de Bordeaux, deuxième série ». Les quatre premiers volumes du journal portent ce nom. Le nom actuel est utilisé ensuite. La version électronique est publiée dans le cadre du Centre de diffusion de revues académiques mathématiques et, comme pour tous les autres périodiques du groupement, l'accès est libre depuis début 2017.
La revue est publiée par l'Institut de mathématiques de Bordeaux au nom de la Société arithmétique de Bordeaux. Le rédacteur en chef est Denis Benois (université de Bordeaux).
Le délai de publication, entre la soumission d'un article et sa parution effective dans un fascicule est d'environ un an et demi. Trois fascicules sont publiés chaque année.

## Résumés et indexation
Le journal est indexé par Mathematical Reviews, Zentralblatt MATH,  Science Citation Index Expanded, Scopus et Current Contents . D'après le Journal Citation Reports, le journal a en 2015 facteur d'impact de 0.294. D'après le site SCIJournal.org, le facteur d'impact est de  0.296 en 2016. 